# Светислав Пешич
Светислав Пешич (серб. Светислав Пешић; нар. 28 серпня 1949) — сербський професійний баскетбольний тренер.

## Ігрова кар'єра
Протягом клубної кар'єри Пешич виступав у складі «Пірота» (1964—1967), «Партизана» (1967—1971) та «Босни» (1971—1979). У складі «Босни» він виграв Кубок Югославії та чемпіонат Югославської ліги в 1978 році. Також він виграв Кубок європейських чемпіонів ФІБА (Євроліга) у 1979 році з «Босною».

## Тренерська кар'єра

### Клубна тренерська кар'єра
На клубному рівні Пешич виграв потрійну корону в 2003 році, будучи головним тренером ФК «Барселона». 16 листопада 2010 року він був призначений головним тренером «Пауер Електронікс Валенсія» до кінця сезону 2010-11. У листопаді 2012 року Пешич був призначений головним тренером німецької команди «Баварія». 28 лютого 2015 року він продовжив свій контракт з клубом до 2017 року. 24 липня 2016 року залишив «Баварію» за власним бажанням, за станом здоров'я.
9 лютого 2018 року повернувся до «Барселони» на посаду головного тренера команди до кінця сезону.

### Тренерська кар'єра в національних збірних
Пешич привів юнацьку збірну Югославії, в складі якої грали майбутні світові зірки Владе Дівац, Саша Джорджевич, Тоні Кукоч і Діно Раджа, до золотої медалі на юнацькому чемпіонаті світу ФІБА 1987 року (який пізніше був розділений на окремі змагання для гравців віком до 19 років і до 21 року), двічі перемігши команду США протягом турніру.
Як головний тренер національної збірної Німеччини з баскетболу виграв золоту медаль на Євробаскеті 1993 року (організованому Німеччиною).
Зі збірною ФР Югославії Пешич виграв золоті медалі на Чемпіонаті світу ФІБА 2002 року, який проходив в Індіанаполісі, та Євробаскеті 2001 року (організатор — Туреччина). Він залишив посаду 1 грудня 2002 року.
28 вересня 2021 року Федерація баскетболу Сербії найняла його на посаду нового головного тренера чоловічої збірної Сербії.